# Benoît Cosnefroy
Benoît Cosnefroy (* 17. října 1995) je francouzský profesionální silniční cyklista jezdící za UCI WorldTeam Decathlon–AG2R La Mondiale.

## Hlavní výsledky
2016
Mistrovství Evropy
4. místo silniční závod do 23 let
5. místo Tour de Berne
Rhône-Alpes Isère Tour
6. místo celkově
2017
Mistrovství světa
 vítěz silničního závodu do 23 let
vítěz Grand Prix d'Isbergues
Rhône-Alpes Isère Tour
vítěz 2. etapy
Mistrovství Evropy
 2. místo silniční závod do 23 let
6. místo Grand Prix de Plumelec-Morbihan
6. místo Tour de Berne
2018
3. místo Paříž–Tours
9. místo Bretagne Classic
9. místo Coppa Sabatini
9. místo La Roue Tourangelle
10. místo Cholet-Pays de la Loire
2019
Tour du Limousin
 celkový vítěz
 vítěz soutěže mladých jezdců
vítěz 3. etapy
vítěz Grand Prix de Plumelec-Morbihan
vítěz Paříž–Camembert
vítěz Polynormande
4. místo Tour de Vendée
7. místo Bretagne Classic
10. místo Grand Prix Cycliste de Québec
2020
Étoile de Bessèges
 celkový vítěz
vítěz Grand Prix La Marseillaise
Route d'Occitanie
vítěz 4. etapy
2. místo Valonský šíp
2. místo Paříž–Tours
3. místo Brabantský šíp
5. místo La Drôme Classic
Mistrovství Evropy
10. místo silniční závod
Tour de France
lídr  po etapách 2 – 16
 cena bojovnosti po 2. etapě
2021
vítěz Bretagne Classic
vítěz Tour du Finistère
vítěz Tour du Jura
2. místo Polynormande
Mistrovství Evropy
 3. místo silniční závod
4. místo Tre Valli Varesine
8. místo Brabantský šíp
2022
vítěz Grand Prix Cycliste de Québec
Circuit de la Sarthe
2. místo celkově
Boucles de la Mayenne
2. místo celkově
2. místo Amstel Gold Race
2. místo Brabantský šíp
3. místo La Drôme Classic
5. místo Grand Prix La Marseillaise
5. místo Tre Valli Varesine
Tour du Limousin
6. místo celkově
2023
Tour du Limousin
2. místo celkově
3. místo Brabantský šíp
7. místo Grosser Preis des Kantons Aargau
Boucles de la Mayenne
8. místo celkově
8. místo Trofeo Laigueglia
Tour de France
 cena bojovnosti po 4. etapě
2024
Tour des Alpes-Maritimes et du Var
 celkový vítěz
 vítěz bodovací soutěže
vítěz 2. etapy
vítěz Brabantský šíp
vítěz Grand Prix du Morbihan
vítěz Paříž–Camembert
vítěz Tour du Finistère
Boucles de la Mayenne
2. místo celkově
vítěz prologu
4. místo Région Pays de la Loire Tour
4. místo Valonský šíp
6. místo Strade Bianche
9. místo La Drôme Classic

### Výsledky na Grand Tours
| Grand Tour      | 2019 | 2020 | 2021 | 2022 | 2023 | 2024 |
| --------------- | ---- | ---- | ---- | ---- | ---- | ---- |
| Giro d'Italia   | —    | —    | —    | —    | —    |      |
| Tour de France  | 113  | 116  | 107  | 91   | 101  |      |
| Vuelta a España | —    | —    | —    | —    | —    |      |

### Výsledky na klasikách
| Monument                        | 2016                             | 2017                             | 2018                             | 2019                             | 2020                             | 2021                             | 2022                             | 2023                             | 2024                             |
| ------------------------------- | -------------------------------- | -------------------------------- | -------------------------------- | -------------------------------- | -------------------------------- | -------------------------------- | -------------------------------- | -------------------------------- | -------------------------------- |
| Milán – San Remo                | —                                | —                                | —                                | —                                | —                                | —                                | 15                               | 22                               | 20                               |
| Kolem Flander                   | —                                | —                                | —                                | —                                | —                                | —                                | —                                | 16                               | —                                |
| Paříž–Roubaix                   | Nezúčastnil se během své kariéry | Nezúčastnil se během své kariéry | Nezúčastnil se během své kariéry | Nezúčastnil se během své kariéry | Nezúčastnil se během své kariéry | Nezúčastnil se během své kariéry | Nezúčastnil se během své kariéry | Nezúčastnil se během své kariéry | Nezúčastnil se během své kariéry |
| Lutych–Bastogne–Lutych          | —                                | —                                | DNF                              | 45                               | 18                               | 48                               | 24                               | 54                               | 16                               |
| Giro di Lombardia               | —                                | —                                | —                                | —                                | —                                | DNF                              | —                                | —                                |                                  |
| Klasika                         | 2016                             | 2017                             | 2018                             | 2019                             | 2020                             | 2021                             | 2022                             | 2023                             | 2024                             |
| Strade Bianche                  | —                                | —                                | —                                | —                                | —                                | —                                | 29                               | —                                | 6                                |
| Brabantský šíp                  | —                                | —                                | —                                | —                                | 3                                | 8                                | 2                                | 3                                | 1                                |
| Amstel Gold Race                | —                                | —                                | 48                               | 44                               | NS                               | —                                | 2                                | 21                               | 16                               |
| Valonský šíp                    | —                                | —                                | DNF                              | 12                               | 2                                | 18                               | 13                               | —                                | 4                                |
| Bretagne Classic                | —                                | —                                | 9                                | 7                                | —                                | 1                                | 20                               | 27                               |                                  |
| Grand Prix Cycliste de Québec   | —                                | —                                | 25                               | 10                               | Nejelo se                        | Nejelo se                        | 1                                | 54                               |                                  |
| Grand Prix Cycliste de Montréal | —                                | —                                | 24                               | 17                               | Nejelo se                        | Nejelo se                        | 20                               | 27                               |                                  |
| Paříž–Tours                     | 96                               | 155                              | 3                                | —                                | 2                                | —                                | 83                               | 54                               |                                  |

| —   | Nezúčastnil se |
| DNF | Nedokončil     |